# Икономика в района на езеро Виктория
В стопанството на страните около езерото Виктория са запазени много черти от колониалното им минало.
Това са слабо развити аграрни държави с превес на селското стопанство, риболова и рудодобива. Брутният вътрешен продукт на глава от населението е нисък, а в износа им преобладават селскостопански продукти, риба и сурови руди. Външната им търговия се характеризира със зависимост от бившите държави, колонизатори. Районът на езерото осигурява прехраната на около 1/3 от общото население на трите държави. Смята се, че повече от половината от това население живее под прага на бедността.
Населението от басейна на езерото Виктория се занимава най-вече с 5 основни клона на икономиката – земеделие, риболов, пчеларство, търговия и рудодобив.
В крайбрежните градове са изградени предприятия на текстилната, химическата и фармацевтичната промишленост, металообработващи и дървопреработвателни заводи. Добре застъпени са кожаро-обувната и хранително-вкусовата промишленост, както и корабостроителната и кораборемонтната дейност. Но основните дейности, които се развиват по крайбрежията на езерото Виктория са селското стопанство и риболовът.

## Риболов и рибопреработване
Основен поминък на крайбрежното население са риболовът и рибопреработвателната промишленост. По бреговете и в трите държави функционират многобройни фабрики за преработка на риба, която се приготвя основно за износ в европейските страни. Ежедневна гледка в езерото са малките рибарски лодки тип кану с триъгълно платно.
Езерото е било обитавано от над 500 ендемични вида, като през 1970 г. 83% от улова на риба са се падали на цихлидите от групата Haplochromine, които са били доминиращи заедно с двата вида местна тилапия. До внасянето на нилския костур и нилската тилапия те са били и основните търговски видове.
Риболовът в езерото е източник на огромни доходи, осигурява заетостта и изхранването на голяма част от населението, както и приток на чуждестранна валута. Уловът на риба в езерото е над 800 000 до 1 милион тона годишно, което носи приход от около 590 милиона американски долара. От тях 340 милиона се получават от вътрешните пазари и 250 милиона – от износа на риба и рибни продукти. Риболовът по езерото създава работни места за 2 милиона души, заедно със семействата им, и осигурява консумацията на риба за около 22 милиона души в трите страни.
Количеството на риба в езерото през годините е сравнително постоянно. На база на хидроакустични изследвания средният годишен запас от риба за периода 1999 – 2001 г. се оценява на 2,17 милиона тона, а за периода 2005 – 2006 г. – на 2,12 милиона тона. Уловът е основан главно на три вида риби – нилски костур, нилска тилапия и шарановата риба Rastrineobola argentea, наричана омена в Кения, дага в Танзания и мукене в Уганда. 75% от нилския костур попада веднага в рибопреработвателните фабрики и се приготвя за износ, а останалите два вида се пласират главно на местните пазари. Макар и в доста по-малки количества в езерото се ловят морска котка, няколко вида сомове, двойнодишащия протоптерус и лабео. Нилският костур и нилската тилапия са внесени във водите на езерото през 1950 г. и 1960 г. и благодарение на това уловът на риба в края на миналия век се е увеличил 5 пъти, а делът на нилския костур от общия улов е нараснал на 60%. Количеството му достига своя връх през 1980 г., което дава повод за изграждането на нови фабрики за преработка на риба. През януари 2011 г. те наброяват вече 35, пръснати по цялото крайбрежие на езерото. Общият улов на риба през годините се увеличава, въпреки че през средата на 1990-те се наблюдава известен спад.
.
Процентно разпределение на видовете уловена риба
| риба                   | 2002 г. (%) | 2005 г. (%) | 2006 г. (%) |
| ---------------------- | ----------- | ----------- | ----------- |
| Нилски костур          | 42          | 29          | 24          |
| Нилска тилапия         | 17          | 9           | 8           |
| Дага                   | 40          | 48          | 54          |
| Heplocromines          | —-          | 13          | 13          |
| Други                  | 1           | 1           | 1           |
| Общ улов (хиляди тона) | 620         | 804         | 1061        |

Счита се, че количеството на шарановата риба дага вече е недостатъчно. Същото се отнася и до нилската тилапия. Има предложение да се забрани риболова в ивицата от брега до 200 m навътре в езерото, за да се създаде буферна зона, която да даде възможност за спокойно размножаване на нилската тилапия и увеличаване на популацията ѝ.
През 1994 г. страните, граничещи с езерото Виктория – Танзания, Уганда и Кения, подписват конвенция и създават „Организация за риболов в езерото Виктория“ (Lake Victoria Fisheries Organization, LVFO) за общо и съгласувано управление и организация на рибните ресурси в езерото. Целта на институцията е да хармонизира, разработва и приема мерки за опазване и управление, за устойчивото използване на живите водни ресурси на езерото Виктория и за оптимизиране на социално-икономическите ползи от басейна за трите държави партньорки. През 2002 г. е създаден План за управление на риболова, който дава възможност на крайбрежните общности да се включат в управлението чрез местните институции и се съгласува с местната и централна власт. В основите на този план са залегнали изграждането на благоприятна политическа и правна рамка в държавите партньорки по отношение на риболова. Целите му са спечелване на чужда валута за трите страни с произтичащото от това повишение на стандарта на живота на населението, увеличаване предлагането на риба в крайбрежните общности чрез по-ефективно използване на наличните рибни ресурси и създаване на повече възможности за трудова заетост на населението в района.
През 2001 г. назряват спорове между Кения и Уганда във връзка с правото на риболов край някои спорни остров. Като резултат от това между двете страни е подписано споразумение. Освен основните договорености, в споразумението залягат и изисквания към използваните риболовни съдове. Според него дължината им не трябва да е по-голяма от 5 м., а максималната мощност на двигателите е ограничена на 5 конски сили.
Между 2000 г. и 2006 г. броят на рибарите се е увеличил с 52% – от 129 305 на 196 426, а броят на плавателните риболовни съдове е нараснал с 63% – от 42 493 на 69 160. Броят на риболовните съдове с извънбордов двигател се е увеличил от 4108 до 12 000, а общото нарастване на плавателните моторни превозни средства за този период е 211%. Това повишаване на качеството на рибарските съдове предполага, че рибарите могат да навлизат на по-голямо разстояние навътре в езерото, което увеличава количеството на уловената риба, тъй като плътността на рибата във вътрешността на езерото е по-висока от тази по крайбрежията.
Запасите от нилски костур след 2000 г. намаляват и сега количеството му е под нивото, което би осигурило максимално устойчив улов, но над нивото на което запасите от него биха били сериозно засегнати. Ако риболовът му продължи по същия начин, вероятно това ще доведе до намаляване на биомасата и улова му.
Според данните в доклада на швейцарския изследователски институт Biovision от 2010 г. през последните 10 години риболовът в някои участъци от езерото е намалял 10 пъти. Още през 2008 г. правителството на Уганда заявява, че ще бъде принудено да прекрати доставките за други страни на нилския костур, една от основните износни стоки на страната. Силното намаляване на количеството риба в езерото се дължи на сериозното замърсяване на водите му и на безконтролното бракониерство.
През 1997 г. неизвестна група рибари използват отрова в различни точки на езерото. В резултат на това е избито голямо количество риба, а Европейската комисия забранява вноса на риба от езерото за повече от две години след инцидента.

## Производство на електроенергия
През 1954 г. на водопадите Оуен на р. Виктория-Нил, на територията на Уганда, са построени язовир Налубале (Nalubaale) и едноименен ВЕЦ, които захранват с вода и електричество населението в Уганда и Западна Кения. Старото име на язовира е „Водопади Оуен“. Това съоръжение превръща град Джинджа, в близост с който е построено, в главен индустриален център край езерото. През 1999 г. на 1 km след водопадите Оуен, надолу по реката, е изграден язовир с водноелектрическа централа Кийра. Тези 2 централи общо е трябвало да произвеждат 380 мегавата мощност. Но поради падането на нивото на езерото през 2007 г. успяват да достигнат само до 120 мегавата мощност и тенденцията продължава. По тази причина спирането на електрическия ток се е превърнало в обичайно явление в Уганда. През 2001 г. на 8 km надолу по реката е проектиран строежът на новата ВЕЦ Буджагали на мястото на едноименния водопад. Предвидена е с капацитет 250 мегавата и се очаква, че ще разреши окончателно енергийните проблеми на Уганда и ще намали цената на електричеството в страната. Тъй като е предвиден надолу по реката, той би ползвал повторно вече използвана вода и не би повлиял върху нивото на езерото. Но този проект, цената на който възлиза на 750 милиона щатски долара, не е одобрен от Световната банка и през 2003 г. е изоставен. През април 2007 г. новият проект е приет от правителството на Уганда, Световната банка и други потенциални изпълнители. Съоръжението, което използва енергията на водата, падаща от 30 m височина, започва да се изгражда през юни 2007 г. Очаква се строителството да бъде завършено през 2012 г.

## Корабостроене
Корабостроенето в района е сравнително развито, като се набляга основно на фериботите. Корабостроителни заводи са изградени в градовете Кисуму в Кения и Кампала в Уганда.
Заводът в Кисуму има един сух док и два хелинга за пускане на плавателни съдове в езерото. Съоръжен е с всичко необходимо за производството – леярна, ковашки цех за производство на горещи нитове и т.н. Някои корабни части се произвеждат във Великобритания и се доставят допълнително в заводите. Първите, построени там кораби, са транспортни и се задвижват от парни двигатели и електрическа енергия. Построени са преди повече от 100 години и някои от тях все още са на вода. В корабостроителницата се произвеждат още пътнически кораби и фериботи с железопътни линии за превоз на влакови композиции. След обявяването на независимостта в Кения заводът спира работата си, а железопътните фериботи са разпределени между Танзания, Кения и Уганда. Доста по-късно възобновява производството и поправка на плавателни съдове от района. В настоящето се произвеждат основно фериботи.

## Селско стопанство
Повече от 2/3 от населението на района около езерото се занимава със селско стопанство. Земеделските земи са раздробени, като средният размер на имотите е по-малък от 8 хектара. Жените играят основна роля в отглеждането на земеделски растения. Те управляват и обработват земите, но все още са в неравностойно положение, когато става въпрос за продажба на земеделска земя, разпределението и правото на ползването ѝ, достъпа до кредити и пазари, както и използването на нови селскостопански методи.
Основните селскостопански култури, които се отглеждат по крайбрежията на езерото са кафе, чай, памук, банани, захарна тръстика, тютюн, царевица, сизал, фасул, сорго, жито, маниока. Добре развито е и животновъдството като основно се отглежда едър рогат добитък, овце и кози. Много от селските стопани създават условия за развитие на вредители като Oberea erythrocephala. Ларвите на тези молци се развиват в стеблата на царевицата и унищожават 40% от тази най-важна за изхранването на населението селскостопанска култура. За борба с тези вредители между царевиците започва да се насажда бобовото растение Desmodium, чиято миризма отблъсква насекомите.
Загубата на голяма част от горите е довела до силна ерозия на почвите под влияние на ветровете и дъждовете. Само малка част от тях са запазили доброто си агро-екологично състояние и са достатъчно плодородни. Голямата част от земите са бедни и ниско плодородни. Негативно влияние върху земеделието имат и честите наводнения през дъждовния сезон, а върху животновъдството – голямото количество на мухите цеце. Селскостопанските земи много често се превземат от бързо разрастващите се градове.

## Рудодобив
По източните брегове на езерото се добиват злато и диаманти. В Танзания проучванията и експлоатацията на находищата са започнали през 1920 г. Концентрирани са в района край град Мусома, регион Мара край езерото. През 1976-1977 г. са направени нови проучвания по въздух, а геоложката карта на златоносните райони е изработена през 1990 г. Мините се експлоатират от частни компании.

## Туризъм
Туризмът в околностите на езерото е добре развит и се развива с бързи темпове. В този клон от икономиката се влагат сериозни инвестиции, въпреки че те са насочени основно към най-известните национални паркове в страните – Серенгети, Цаво, Килиманджаро. По крайбрежието преобладава основно риболовният туризъм. Езерото се посещава от много любители-рибари от всички краища на света, пристигащи там, за да ловят най-големите в света нилски костури. На територията на три от островите са изградени много посещавани рибарски туристически центрове, а в крайбрежните градове – хотели, ресторанти, магазини със стоки, съобразени с нуждите на туристите. Там се провеждат и международни състезания по риболов.
Хиляди любители на природата и туристи от цял свят посещават езерото Виктория всяка година. Както по бреговете, така и по островите са изградени туристически селища, хотелска база и се организират различни видове атракции. Предлагат се пътувания с кану по водите на езерото, при което могат да се наблюдават хипопотами, разнообразни птици и водни обитатели. Кану може да се наеме от всеки град или село по крайбрежието. Интересна гледка са гъстите папирусови и тръстикови масиви. Предлагат се посещения в околните села, където човек може да се запознае с живота на местните племена, техните обичаи и култура. В граничните с езерото 3 държави има много национални паркове, резервати и защитени територии, които предлагат голямо разнообразие от диви животни, птици и впечатляваща тропическа растителност.